# Kaloša
Kaloša (in ungherese: Kálosa) è un comune della Slovacchia facente parte del distretto di Rimavská Sobota, nella regione di Banská Bystrica.